# 希望出版社
37°51′16″N 112°34′44″E / 37.85454°N 112.57901°E
希望出版社是一家主营儿童读物的出版社，位于中华人民共和国山西省太原市建设南路15号，现为山西出版传媒集团的子公司。希望出版社的前身是山西人民出版社少儿读物编辑室，1985年2月扩建为希望出版社。希望出版社出版少儿教辅、思想品德、科普等书籍。
希望出版社成立之初，仅有两个编辑室，员工十几名，每年出版十几种图书。至2010年，希望出版社每年出版图书超过700种，发行码洋超过两亿元人民币，利润超过千万元人民币。
希望出版社出版的《流动的花朵》和《乍放的玫瑰》曾获中宣部“五个一工程”奖。
2004年，希望出版社因涉嫌侵权出版漫画《加菲猫》，被北京市第二中级人民法院判处赔偿著作权单位25万元人民币。2009年，数位作者向媒体投诉，称希望出版社的《彩绘中国儿童文学名家名作》和《中国儿童文学大系》两套丛书涉嫌侵权。